# Tom Reamy
Thomas Earl Reamy (Woodson, 23 gennaio 1935 – Independence, 4 novembre 1977) è stato uno scrittore statunitense di fantascienza.

## Biografia
Thomas Earl Reamy nasce il 23 gennaio 1935 a Woodson, nel Texas.
Grande appassionato di fantascienza e molto attivo nel fandom, dopo due nomination (1967-1969) ai premi Hugo nella categoria "fanzine", pubblica il suo primo racconto, Twilla, nel 1974 all'interno della rivista Magazine of Fantasy and Science Fiction.
L'anno successivo la sua raccolta San Diego Lightfoot Sue and Other Stories riceve il Premio Nebula e nel 1976 viene insignito del Premio John Wood Campbell per il romanzo breve Epicycle.
Muore a 42 anni il 4 novembre 1977 a Independence, nel Missouri per un attacco cardiaco e viene seppellito nel cimitero della città natale.
Il suo unico romanzo, Le voci cieche, esce postumo nel 1978 e vince la prima edizione del Balrog Award l'anno seguente.

## Opere principali

### Romanzi
- Le voci cieche (Blind Voices, 1978), Milano, Armenia, 1980 traduzione di Roberta Rambelli

### Racconti
- San Diego Lightfoot Sue and Other Stories (1979)

## Riconoscimenti
- Premio John Wood Campbell per il miglior nuovo scrittore: 1976 per Epicycle
- Premio Nebula per il miglior racconto: 1975 per San Diego Lightfoot Sue
- Balrog Award: 1979 per Le voci cieche